# Jean Baptiste Camille Corot

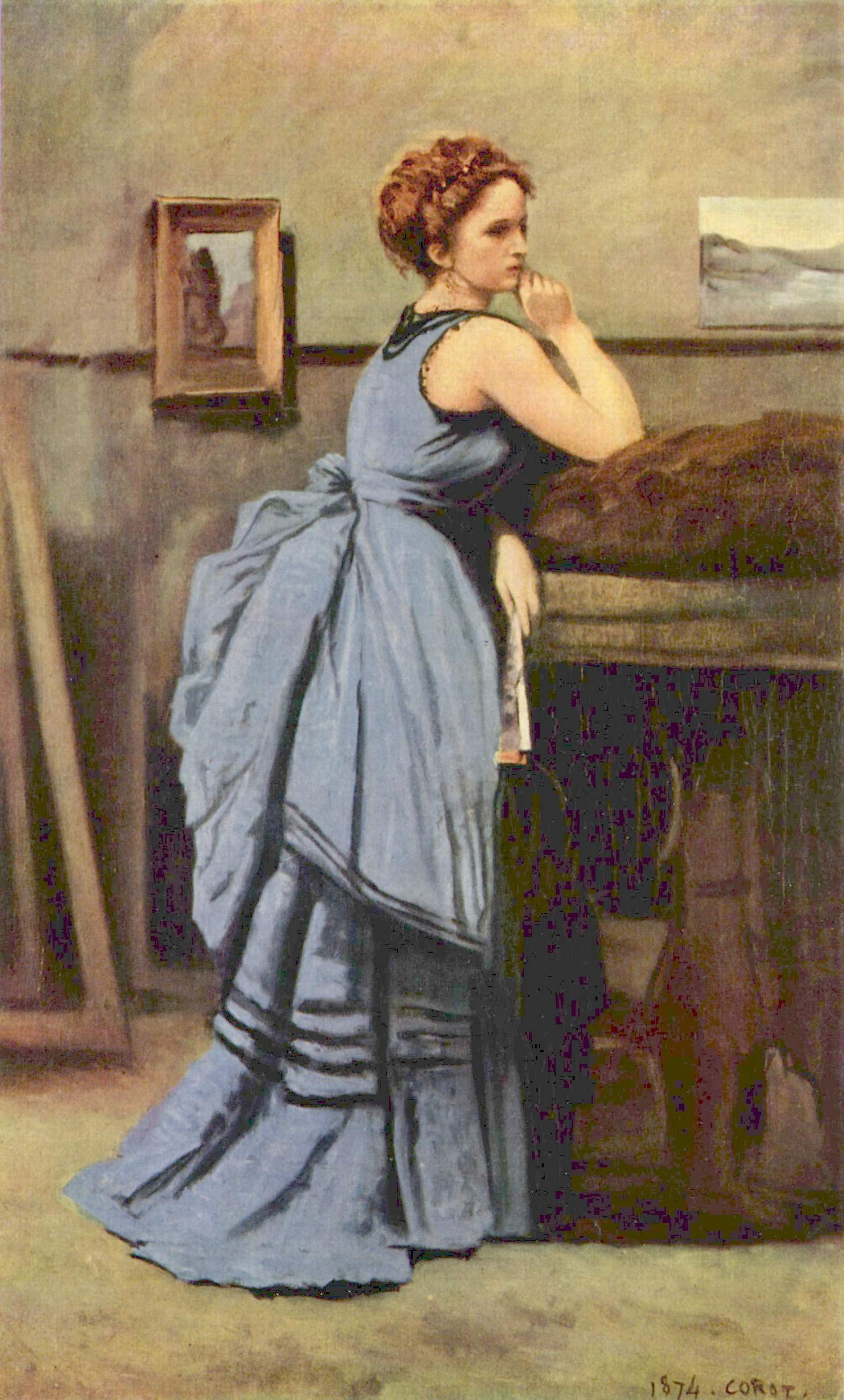
Kobieta w błękicie (1874), Luwr

Jean Baptiste Camille Corot (ur. 16 lipca 1796 w Paryżu, zm. 22 lutego 1875 w Ville-d’Avray) – francuski malarz, przedstawiciel kierunku realistycznego. Malował głównie pejzaże, ponadto sceny historyczne i portrety. Wykonał również kilka akwafort.

## Życiorys
Jego rodzice byli dobrze sytuowanymi krawcami na dworze Napoleona I, posiadali również salon mody. Ojciec chciał go przygotować do zawodu kupca tekstylnego, lecz zrezygnował z planów i umożliwił synowi karierę artystyczną. Pierwszych profesjonalnych lekcji udzielili Corotowi malarze Achille Etna Michallon i Jean Victor Bertin. Przez 5 lat, od kwietnia 1807 do czerwca 1812 uczęszczał do liceum w Rouen, gdzie nie wyróżniał się na tle innych uczniów, nawet na lekcjach rysunku. W latach 1825–1828 przyszły artysta przebywał we Włoszech, studiował dzieła starych mistrzów, odwiedził Rzym, Neapol i Wenecję. Do Włoch wracał jeszcze dwukrotnie w 1834 i w 1843. Plonem wyjazdu było ponad 200 rysunków i 150 obrazów.
Po powrocie do Francji Corot zamieszkał w Paryżu, jednak stale podróżował po kraju w poszukiwaniu inspiracji dla swoich obrazów. Odwiedzał Prowansję, Burgundię i Bretanię, często wracał do przywiezionych z Włoch szkiców i rysunków. Pierwszą pracę wystawił w paryskim Salonie w 1827, od 1835 wystawiał już regularnie, a od 1848 był członkiem jury. Dwukrotnie wyróżniano go Legią Honorową. Pod koniec życia malarz cieszył się dużym uznaniem, osiągnął też znaczny sukces materialny. Według współczesnych odznaczał się niezwykłą hojnością wspierając ubogich i początkujących artystów. Był przy tym człowiekiem skromnym, apolitycznym i spełnionym. Zmarł w 1875 w wyniku choroby żołądka, został pochowany w Paryżu na cmentarzu Père-Lachaise.
Wśród jego uczniów i malarzy, którzy oficjalnie uznawali się za kontynuatorów jego dziedzictwa artystycznego, byli m.in. Camille Pissarro, Eugène Boudin, Pascal Dagnan-Bouveret i Berthe Morisot.

## Dzieła
- Poryw wiatru – (1865–1870)
- Koloseum: Widok z ogrodów Farnese – (1826)
- Kobieta z perłą – (1858-1868)
- Wspomnienie z Mortefontaine – (1864)
- Ranek: Taniec nimf – (1851)
- Katedra w Sens – (1874)
- Most Augusta w Narni – (1826, olej, papier nałożony na płótno 34 × 48, Luwr)
- Wóz z sianem – (1865–1870, olej na płótnie 32 × 54 cm, Muzeum Sztuk Pięknych im. Puszkina w Moskwie)
- Orfeusz wyprowadzający Eurydykę z podziemi – (1861, Museum of Fine Arts, Houston)